# کیزر (اورگن)
کیزر (به انگلیسی: Keizer) شهری در شهرستان ماریون ایالت اورگن در کشور آمریکا است و در سرشماری سال ۲۰۱۱ میلادی، ۳۶٬۴۷۸ نفر جمعیت داشته که نسبت به سال ۲۰۱۰، ۰٫۶۵ درصد رشد جمعیت داشته‌است.

## موقعیت جغرافیایی
موقعیت جغرافیایی شهرها و مناطق اطراف به شرح زیر است: